# Pseudinodes producta
Pseudinodes producta là một loài bướm đêm trong họ Noctuidae.